# Afraid
«Afraid» — песня американской рок-группы The Neighbourhood. Песня была написана участниками группы Джесси Разерфордом, Заком Эбелсом и Джереми Фридманом, и была спродюсирована Джастином Пилброу и Эмиль Хейни. Сингл является вторым в их дебютном студийном альбоме I Love You, который был выпущен 19 апреля 2013 года под лейблом Columbia Records.
Слова песни «Afraid» могут быть интерпретированы по-разному, но в основном затрагиваются темы тревоги и депрессии, что становится ясно по припеву: «When I wake up, I’m afraid / Somebody else might take my place» (в пер. с англ.: Когда я просыпаюсь, я боюсь, что кто-то может занять моё место). Песня получила высокую оценку от журнала Billboard за «острые, тонкие хуки». «Afraid» также использовалась в эпизоде телесериала «Дневники вампира».

## Музыкальный клип
Музыкальный клип на песню был выпущен 17 октября 2013 года, в обеих версиях: изменённой и не вырезанной. В центре внимания клипа — вокалист группы, Джесси Разерфорд, показанный в прошлом (ещё подростком) и в настоящем времени. На протяжении большей части видео он находится голым, с целью передать его уязвимости и опасения. Его веки показывают различные перспективы, от написания песен и до игры в баскетбол, каждого из участников группы. В середине видео также присутствует часть ремикса 'Chopped Not Slopped' от OG Ron C.

## Кавер-версии
В декабре 2013 года кавер-версию на песню записала рок-группа Atlantis Awaits. Видео на YouTube собрало свыше 400 тыс. просмотров и по состоянию на июнь 2024 года остается самым популярным в видеографии австралийской группы. Свою версию исполнения также представил 12-летний YouTube-блоггер Тоби Рэндалл из Великобритании в 2014 году. В последствии блоггер подписал контракт с музыкальным лейблом Jay-Z «Roc Nation».
В 2018 году российский поп-рок дуэт «Обстоятельства» выпустил трек «Винни», – ремейк на песню группы.

## Чарты
| Чарт (2013-14)                               | Позиция |
| -------------------------------------------- | ------- |
| Канада (Billboard Rock)                      | 11      |
| США (Billboard Bubbling Under Hot 100)       | 15      |
| США (Billboard Hot Rock & Alternative Songs) | 18      |
| США (Billboard Rock & Alternative Airplay)   | 5       |
| США (Billboard Alternative Airplay)          | 4       |

| Чарт (2014)                      | Позиция |
| -------------------------------- | ------- |
| US Hot Rock Songs (Billboard)    | 43      |
| US Rock Airplay (Billboard)      | 12      |
| US Alternative Songs (Billboard) | 13      |

## Сертификации
| Регион                                                                      | Сертификация | Продажи   |
| --------------------------------------------------------------------------- | ------------ | --------- |
| Канада (Music Canada)                                                       | Платиновый   | 80 000    |
| Великобритания (BPI)                                                        | Серебряный   | 200 000   |
| США (RIAA)                                                                  | Платиновый   | 1 000 000 |
| Данные о продажах + прослушиваниях приведены только на основе сертификации. |              |           |